# تپه خرابه سبیل ۱
تپه خرابه سبیل ۱ (قلعه باشی) مربوط به هزاره سوم قبل از میلاد است و در شهرستان تکاب، بخش مرکزی، دهستان انصار، روستای سبیل واقع شده و این اثر در تاریخ ۷ اسفند ۱۳۸۵ با شمارهٔ ثبت ۱۷۶۴۲ به‌عنوان یکی از آثار ملی ایران به ثبت رسیده‌است.